# عزیزآباد (هرسین)
عزیزآباد (هرسین)، روستایی از توابع بخش بیستون شهرستان هرسین در استان کرمانشاه ایران است.
ساکنین این روستا به زبان لکی تکلم می‌کنند.

## جمعیت
این روستا در دهستان شیرز قرار دارد و براساس سرشماری مرکز آمار ایران در سال ۱۳۸۵، جمعیت آن ۳۳۱ نفر (۸۱خانوار) بوده‌است.